# رزا ۲۲۳
سیارک ۲۲۳ (به انگلیسی: 223 Rosa) دویست و بیست و سومین سیارک کشف شده‌است که در ۹ مارس ۱۸۸۲ و در وین کشف شد.
قدر مطلق سیارک برابر ۹٫۶۸ است.
رزا ۲۲۳ یک سیارک بزرگ تمیسی است. هرچند که منشأ نامگذاری این سیارک دانسته نیست آن را یوهان پالیسا در رصدخانه وین کشف کرد. رزا به عنوان ترکیبی از سیارک‌های نوع سی و پی طبقه‌بندی می‌شود و بنابراین، احتمالاً از مواد کربنی غنی از یخ آب تشکیل شده‌است.